# Wendy Vereen
Pour les articles homonymes, voir Vereen.
Wendy Vereen (née le 24 avril 1966) est une athlète américaine spécialiste du 100 mètres et du 200 mètres.

## Carrière

### Palmarès
| Date | Compétition                    | Lieu      | Résultat | Épreuve               | Performance   |
| ---- | ------------------------------ | --------- | -------- | --------------------- | ------------- |
| 1993 | Championnats du monde en salle | Toronto   | 1re      | Relais 1 600 m        | 3 min 45 s 90 |
| 1993 | Championnats du monde          | Stuttgart | 2e       | Relais 4 × 100 mètres | 41 s 49       |
| 1993 | Finale du Grand Prix IAAF      | Londres   | 7e       | 11 s 51               |               |

### Records
| Épreuve    | Performance | Vent      | Lieu             | Date           |
| ---------- | ----------- | --------- | ---------------- | -------------- |
| 100 mètres | 11 s 17     | + 0,6 m/s | Colorado Springs | 3 juillet 1983 |
| 200 mètres | 22 s 99     | + 1,1 m/s | Villanova        | 12 juin 1983   |